# Luigi Gabba (calciatore)
Luigi Gabba, impropriamente noto come Eduardo Gino Gabba (Casale Monferrato, 15 settembre 1906 – Torino, 7 dicembre 1986), è stato un calciatore italiano, di ruolo attaccante.

## Carriera
Esordì in Divisione Nazionale il 15 settembre 1922, a 16 anni esatti, nell'incontro Casale-Torino. Giocò in Divisione Nazionale con Casale e Bologna ed in Serie A con Legnano e Casale.